# Sancio Ruiz de Lihori
Sancio Ruiz de Lihori e Fernández de Heredia, visconte di Gagliano (in spagnolo Sancho Ruiz de Lihori y Fernández de Heredia; ... – 1416), è stato un nobile e militare spagnolo del XV secolo.

## Biografia
Nacque in Aragona presumibilmente nella seconda metà del XIV secolo, da Egidio, signore di Cascante, e dalla di lui consorte Teresa Fernández de Heredia, di cui era il secondo di due figli. Capostipite della sua famiglia fu un Hurtado, appartenente alla famiglia Ligorio, giunto nella Penisola iberica dall'Italia nel XIII secolo, per combattere contro i Mori al servizio del Re di Navarra, il cui figlio Rodrigo antepose a Lihori il cognome Ruiz.
Milite al servizio di re Martino I di Aragona, giunse in Sicilia per sostenere l'insediamento al trono del regno isolano del figlio Martino il Giovane, che avvenne nel 1402 quando questi sposò la principessa Maria di Sicilia. Il Re Martino lo ricompensò dei suoi servigi concedendogli in feudo le terre e i castelli di Mistretta, Capizzi (1406) e Caltanissetta, e il feudo di Ragalbuono, presso Licata (1407). Il Lihori fu nominato dal Re quale uno dei suoi consiglieri, ma l'atteggiamento del sovrano aragonese verso di lui fu caratterizzato dall'eccessiva accondiscendenza tanto da divenire il suo favorito, e ciò scatenò la gelosia da parte di un altro consigliere, Bernardo Cabrera, conte di Modica.
Nel 1402, aveva acquistato il feudo di Nixima, nel 1408, acquistò la terra e il castello di Motta Sant'Anastasia e fu nominato Gran camerlengo, e nel 1409 acquistò la terra di Gagliano, nel Val Demone, su cui ebbe investitura del titolo di visconte, ed ebbe la nomina a Grande ammiraglio del Regno di Sicilia, ufficio che tenne a vita.
Prese parte alla spedizione aragonese in Sardegna contro il Giudicato di Arborea, e giunto a Cagliari il 12 giugno 1409, partì da detta città a capo di 1.500 cavalieri per accompagnare in ricognizione Pietro Torrelles, e giunse fino a Sanluri. Qui, il 30 giugno si svolse la battaglia vinta dagli Aragonesi. Il Re Martino moriva poco dopo avendo contratto la malaria, e successivamente in Sicilia scoppiarono i disordini causati da Cabrera, che spinto dall'ambizione di impossessarsi del potere assoluto nell'isola, intendeva rimuovere dal trono la regina Bianca di Navarra, seconda moglie di Martino, avocando a sé il suo governo in qualità di Gran giustiziere. Nacque così un conflitto tra il Cabrera ed il Lihori, e alla creazione di due fazioni avverse a sostegno dell'uno e dell'altro. Il Visconte di Gagliano, a sostegno della Regina Bianca, ebbe l'appoggio della nobiltà siciliana, mentre il Conte di Modica fu appoggiato dai borghesi. Il conflitto durò fino al 1412, e si concluse con la vittoria dei sostenitori della Regina, e il Cabrera, sconfitto, fu fatto prigioniero dal Lihori nel suo castello di Motta.
Morto nel 1416, ebbe per moglie Raimondetta de Centelles, da cui ebbe un figlio, anch'egli di nome Sancio, che gli succedette nel possesso dei feudi.